# Dollard College
Het Dollard College is een scholengemeenschap in Oost-Groningen. Het Dollard College heeft zeven locaties in Bellingwolde, Pekela, Winschoten en Woldendorp. De locatie in Scheemda is in het jaar 2012/2013 gesloten. Het Dollard College maakt samen met Rsg de Borgen en AOC Terra deel uit van Onderwijsgroep Noord.

## Naamsgeschiedenis
In 1992 vond er een fusie plaats tussen lokale scholengemeenschappen in Oost Groningen. De scholen zouden verdergaan onder de naam "Olde Ambt College", bekendgemaakt aan betrokkenen op 30 september 1992. Een op 1 oktober 1992 door VWO en HAVO leerlingen opgerichte actiegroep, Alles-Beter-Dan-Olde-Ambt-College voorkwam echter deze naamvoering. Het protest, gevolgd destijds door lokale media, leidde tot de huidige naam Dollard College op 18 november 1992.

## Onderwijsaanbod
- praktijkonderwijs
- vmbo
- havo
- vwo
- daltononderwijs
- ISK
- tto